# Tiếng Wymysorys
Tiếng Wymysorys (Wymysiöeryś) là một ngôn ngữ (hay phương ngữ) thuộc Chi ngôn ngữ German phía Tây, hiện diện tại thị trấn Wilamowice (Wymysoü), Ba Lan, tại biên giới giữa Silesia và Tiểu Ba Lan, gần Bielsko-Biała. Nó được xem là một ngôn ngữ bị đe dọa. Có khoảng 70 đến 100 người bản ngữ tiếng Wymysorys, tất cả đều nói song ngữ; đa số là người lớn tuổi.

## Lịch sử
Về nguồn gốc, tiếng Wymysorys có vẻ xuất phát từ một phương ngữ Thượng Đức trung đại, với ảnh hưởng lớn từ tiếng Hạ Đức, tiếng Hà Lan, tiếng Frisia, tiếng Ba Lan và tiếng Anh cổ. Cư dân Wilamowice được cho là hậu duệ của những người Đức, người Vlaanderen và người Scotland đã đến Ba Lan vào thế kỷ 13. Tuy nhiên, cư dân Wilamowice chối bỏ mối liên quan với người Đức và cho rằng mình có nguồn gốc Vlaanderen. Dù liên quan đến tiếng Đức, tiếng Wymysorys không thông hiểu lẫn nhau với tiếng Đức chuẩn.
Tiếng Wymysorys từng là ngôn ngữ chính tại Wilamowice cho tới năm 1939–1945. Số người nói bắt đầu sụt giảm vào nửa cuối thế kỷ 19. Năm 1880, 92% người tại thị trấn nói tiếng Wymysorys (1525 trên 1662 người), năm 1890 - 72%, năm 1900 - 67%, năm 1910 - 73%. Dù tiếng Wymysorys được dạy tại trường học địa phương, từ năm 1875 ngôn ngữ giảng dạy cơ sở là tiếng Ba Lan. Trong Chiến tranh thế giới II và cuộc chiếm đóng của Đức tại Ba Lan, tiếng Wymysorys được chính quyền Đức Quốc xã công khai phổ biến, nhưng thời hậu chiến, gió đổi chiều: chính phủ cộng sản nghiêm cấm việc dùng tiếng Wymysorys dưới bất kỳ hình thức nào. Nhiều người không dạy con cháu của họ nói ngôn ngữ này và còn không dùng nó hằng ngày.

## Phục hồi
Một vài nỗ lực phục hồi gần đây đã xuất hiện vào đầu thế kỷ 21, tiên phong bởi Tymoteusz Król, người đã mở lớp dạy cho trẻ em cũng như tập hợp những tài liệu về ngôn ngữ này, tiêu chuẩn hóa chính tả viết và hoàn thành từ điển đầu tiên của tiếng Wymysorys. Thêm vào đó, một dự án mới gọi là Wymysiöeryśy Akademyj được thành lập dưới chương trình "Artes Liberales" tại Đại học Warsaw với mục đích tạo lập một cơ quan hàn lâm thống nhất trong nghiên cứu tiếng Wymysorys.

## Bảng chữ cái
Tiếng Wymysorys trong hàng thế kỷ chỉ là ngôn ngữ nói. Phải tới thời Florian Biesik, tác giả lớn đầu tiên của ngôn ngữ này, sự cần thiết một bảng chữ cái Latinh để biểu âm ngôn ngữ này mới xuất hiện. Biesik viết đa số tác phẩm của mình dựa trên bảng chữ cái tiếng Ba Lan, mà ông cho rằng thích hợp hơn cho tiếng Wymysorys. Józef Gara (1929–2013), một tác giả khác, tạo ra một bảng chữ cái Latinh Wymysorys riêng biệt, gồm 34 ký tự và cũng phần nhiều dựa trên bảng chữ cái tiếng Ba Lan:
| Chữ hoa    |    |   |   |   |   |   |   |   |   |   |   |   |   |   |   |   |   |   |   |   |   |   |   |   |   |   |   |   |   |   |   |   |   |
| A          | Ao | B | C | Ć | D | E | F | G | H | I | J | K | L | Ł | M | N | Ń | O | Ö | P | Q | R | S | Ś | T | U | Ü | V | W | Y | Z | Ź | Ż |
| Chữ thường |    |   |   |   |   |   |   |   |   |   |   |   |   |   |   |   |   |   |   |   |   |   |   |   |   |   |   |   |   |   |   |   |   |
| a          | ao | b | c | ć | d | e | f | g | h | i | j | k | l | ł | m | n | ń | o | ö | p | q | r | s | ś | t | u | ü | v | w | y | z | ź | ż |

## Ví dụ
Một danh sách từ vựng tiếng Wymysorys với nghĩa tiếng Đức và tiếng Hà Lan. Chú ý rằng ł đọc giống như w, và w đọc giống như v:
| Tiếng Việt  | Tiếng Wymysorys | Tiếng Thượng Đức trung đại | Tiếng Đức    | Tiếng Hà Lan         | Chú thích                                                |
| ----------- | --------------- | -------------------------- | ------------ | -------------------- | -------------------------------------------------------- |
| và          | ana, an         | und(e), unt                | und          | en                   |                                                          |
| (cái) cầu   | bryk            | brücke, brucke             | Brücke       | brug                 |                                                          |
| toàn bộ     | ganc            | ganz                       | ganz         | heel (Flemish: gans) |                                                          |
| tòa án      | gyrycht         | geriht                     | Gericht      | gerecht              | so với tiếng Đức Recht "quyền hợp pháp", tiếng Anh right |
| chó         | hund            | hunt                       | Hund         | hond                 | cùng gốc với hound tiếng Anh                             |
| thiên đường | dyr hymuł       | himel                      | Himmel       | hemel                |                                                          |
| yêu         | łiwa            | liebe                      | Liebe        | liefde               |                                                          |
| một chút    | a mikieła       | michel                     | ein bisschen | een beetje           |                                                          |
| mẹ          | müter           | muoter                     | Mutter       | moeder               |                                                          |
| giữa        | mytuł           | mittel                     | Mitte        | middel               |                                                          |
| không ai    | nimanda         | nieman                     | niemand      | niemand              |                                                          |
| không       | ny              | ne, ni                     | nein         | nee(n)               |                                                          |
| voi         | olifant         | < tiếng Hà Lan             | Elefant      | olifant              |                                                          |
| buổi chiều  | öwyt            | ābent                      | Abend        | avond                |                                                          |
| viết        | śrajwa          | schrīben                   | schreiben    | schrijven            |                                                          |
| chị em      | syster          | swester                    | Schwester    | zuster               |                                                          |
| (hòn) đá    | śtaen           | stein                      | Stein        | steen                |                                                          |
| uống        | trynkia         | trinken                    | trinken      | drinken              |                                                          |
| thế giới    | wełt            | werlt                      | Welt         | wereld               |                                                          |
| mùa đông    | wynter          | winter                     | Winter       | winter               |                                                          |
| bạc         | zyłwer          | silber                     | Silber       | zilver               |                                                          |
| chào mừng   | sgiöekumt       | wil(le)kōme(n)             | wilkommen    | welkom               |                                                          |